# Nakahara Koji
Koji Nakahara (sinh ngày 27 tháng 7 năm 1970) là một cầu thủ bóng đá người Nhật Bản.

## Sự nghiệp câu lạc bộ
Koji Nakahara đã từng chơi cho Shimizu S-Pulse.